# ایرانامادو
ایرانامادو (به لاتین: Iranamadu) یک منطقهٔ مسکونی در سری‌لانکا است که در ناحیه کیلینوچی واقع شده‌است.